# Бугорки (Амурская область)
Бугорки́ — село в Тындинском районе Амурской области России. Входит в сельское поселение Урканский сельсовет.
Село Бугорки, как и Тындинский район, приравнено к районам Крайнего Севера.

## Название
Село Бугорки до начала 1940-х годов называлось иначе — посёлок Кочковатый. На некоторых советских военно-топографических картах рядом с названием села «Бугорки» в скобках сохранилось старое название «Кочковатый». 

## География
Расположено в 22 км к востоку от автодороги «Лена» и от села Соловьёвск, автомобильная дорога идёт через административный центр Урканского сельсовета, село Уркан.
Село Бугорки стоит на левом берегу реки Джалинда (правый приток реки Уркан, бассейн Зеи).

## Население
| 2002 | 2010 | 2012 | 2013 | 2014 | 2015 | 2016 |
| ---- | ---- | ---- | ---- | ---- | ---- | ---- |
| 107  | ↘72  | ↘63  | ↘60  | ↘58  | →58  | ↗61  |
| 2017 | 2018 |      |      |      |      |      |
| →61  | ↗62  |      |      |      |      |      |